# Камено (община)
Община Камено се намира в Югоизточна България и е една от съставните общини на област Бургас.

## География

### Географско положение, граници, големина
Общината се намира в централната част на област Бургас и има форма на буква „С“. С площта си от 354,946 km2 заема 12-о, предпоследно място сред 13-те общини на областта, което съставлява 4,58% от територията на областта. Границите ѝ са следните:
- на север – община Айтос;
- на изток – община Бургас;
- на запад – община Карнобат;
- на юг – община Средец;
- на югоизток – община Созопол.

### Релеф, води, климат, почви, минерални ресурси
Релефът на общината е предимно равнинен и слабо хълмист, като заема централните части на Бургаската низина. Надморската височина варира от 4,5 m на брега на язовир Мандра на югоизток до 229,5 m северозападно от село Винарско, където са крайните югоизточни разклонения на възвишението Хисар. В най-югоизточната част на общината, източно от село Черни връх попадат част от западните склонове на уединеното възвишение Върли бряг.
Цялата община попада във водосборния басейн на Черно море. В най-югоизточните ѝ предели попада западната част на големия язовир Мандра. През общината преминават част от средните течения на реките Айтоска, Чукарска (Чакърлийска) и Русокастренска, като първите два се вливат в Бургаското езеро, а последната, в северозападната част на язовир Мандра. Общата им дължина е около 45 km. Микроязовирите и водоемите са 27 броя. Площта на реките е 420 дка, на язовирите, водоемите и каналите – 5123 дка, на езерата (язовир Мандра) – 2715 дка, на блатата и мочурищата – 679 дка, на рибарниците – 340 дка.
Бургаската низина, в която се намира общината, се характеризира като отделен климатичен район в черноморската климатична подобласт в системата на континентално-средиземноморската климатична област. Типични за района са продължителното и меко лято и малкото количество на летните валежи.
Почвите са предимно излужени черноземни смолници и в по-малка степен – алувиално-ливадни и песъкливо-глинести.
На територията на общината се намират само инертни материали. До село Константиново съществуват три кариери за пясък, а до село Черни връх – кариера за чакъл и фракции.

## Население

### Населени места
Общината има 13 населени места с общо население 9545 жители към 7 септември 2021 г.
| Населено място | Население (2021 г.) | Площ на землището, km2 | Забележка (старо име)                                                                                       | Населено място | Население (2021 г.) | Площ на землището, km2 | Забележка (старо име)        |
| -------------- | ------------------- | ---------------------- | --- | -------------- | ------------------- | ---------------------- | ---------------------------- |
| Винарско       | 424                 | 22,726                 | Буюклии (до 1934 г.)                                                                                        | Полски извор   | 526                 | 21,392                 | Кър чешме (до 1934 г.)       |
| Вратица        | 115                 | 16,540                 | Капуджи кьой (до 1934 г.)                                                                                   | Русокастро     | 1077                | 47,435                 |                              |
| Желязово       | 146                 | 8,320                  | Демирдеш (до 1934 г.)                                                                                       | Свобода        | 303                 | -                      | в землището на гр. Камено    |
| Камено         | 3714                | 59,287                 | Каялии (до 1934 г.)                                                                                         | Трояново       | 834                 | 55,806                 | Колеш кьой (до 1892 г.)      |
| Константиново  | 429                 | 21,816                 | Мандрата (до 1922 г.), Константиново (от 1922 г. до 1951 г. и от 1996 г.) Новоселци (от 1951 г. до 1996 г.) | Тръстиково     | 371                 | 27,334                 | Сазлъ кьой (до 1934 г.)      |
| Кръстина       | 500                 | 19,831                 | | Черни връх     | 848                 | 28,101                 | Кара тепе (до 1934 г.)       |
| Ливада         | 258                 | 26,358                 | Суватите (до 1951 г.)                                                                                       | ОБЩО           | 9545                | 354,946                | 1 населено място без землище |

### Население 2010 – 2023 г.
Население на община Камено през годините, според данни на НСИ:
| Година | Население |
| 2010   | 12 120    |
| 2011   | 10 330    |
| 2012   | 10 253    |
| 2013   | 10 217    |
| 2014   | 10 133    |
| 2015   | 10 171    |
| 2016   | 10 071    |
| 2017   | 9976      |
| 2018   | 9864      |
| 2019   | 9748      |
| 2020   | 10 970    |
| 2021   | 10 609    |
| 2022   | 9354      |
| 2023   | 9297      |

### Численост и движение
Раждаемост, смъртност и естествен прираст през годините, според данни на НСИ:
|                   | 2008 | 2009 | 2010 | 2011 | 2012 | 2013 | 2014 | 2015 | 2016 | 2017 | 2018 | 2019 | 2020 | 2021 | 2022 | 2023 |
| Раждаемост        | 131  | 173  | 137  | 131  | 117  | 119  | 101  | 110  | 110  | 114  | 88   | 88   | 76   | 99   | 99   | 102  |
| Смъртност         | 240  | 236  | 243  | 250  | 214  | 203  | 209  | 219  | 211  | 240  | 223  | 205  | 242  | 311  | 239  | 213  |
| Естествен прираст | -109 | -63  | -106 | -119 | -97  | -84  | -108 | -109 | -101 | -126 | -135 | -107 | -166 | -212 | -140 | -111 |

Коефициент на раждаемост, смъртност и естествен прираст през годините, според данни на НСИ (средно на 1000 души, в ‰):
|                   | 2008 | 2009 | 2010 | 2011  | 2012 | 2013 | 2014  | 2015  | 2016  | 2017  | 2018  | 2019  | 2020  | 2021  | 2022  | 2023  |
| Раждаемост        | 10.4 | 13.9 | 11.3 | 12.7  | 11.4 | 11.6 | 10.0  | 10.8  | 10.9  | 11.4  | 8.9   | 9.0   | 6.9   | 9.3   | 10.6  | 11.0  |
| Смъртност         | 19.1 | 19.0 | 20.0 | 24.2  | 20.9 | 19.9 | 20.6  | 21.5  | 21.0  | 24.1  | 22.6  | 21.0  | 22.1  | 29.3  | 25.6  | 22.9  |
| Естествен прираст | -8.7 | -5.1 | -8.7 | -11.5 | -9.5 | -8.3 | -10.6 | -10.7 | -10.1 | -12.7 | -13.7 | -12.0 | -15.2 | -20.0 | -15.0 | -11.9 |

### Етнически състав
Численост и дял на етническите групи според преброяването на населението през 2011 г.:
|                     | Численост | Дял (в %) |
| Общо                | 10 393    | 100,00    |
| Българи             | 7989      | 76,86     |
| Цигани              | 654       | 6,29      |
| Турци               | 327       | 3,14      |
| Други               | 147       | 1,41      |
| Не се самоопределят | 83        | 0,79      |
| Неотговорили        | 1193      | 11,47     |

## Административно-териториални промени
- Указ № 110/обн. 10.03.1892 г. – преименува с. Колеш кьой на с. Трояново;
- Указ № 34/обн. 02.03.1922 г. – признава и преименува н.м. Мандрата за с. Константиново;
- МЗ № 2820/обн. 14.08.1934 г. – преименува с. Капуджи кьой на с. Вратица;

– преименува с. Демирдеш на с. Желязово;
– преименува с. Каялии на с. Камено;
– преименува с. Кър чешме на с. Полски извор;
– преименува с. Сазлъ кьой на с. Тръстиково;
– преименува с. Кара тепе на с. Черни връх;
- МЗ № 3775/обн. 07.12.1934 г. – преименува с. Буюклии на с. Винарско;
- Указ № 334/13.07.1951 г. – преименува с. Константиново на с. Новоселци;

– преименува с. Суватите на с. Ливада;
- Указ № 546/обн. 15.09.1964 г. – признава с. Камено за с.гр.т. Камено;
- Указ № 1942/обн. 17.09.1964 г. – признава с.гр.т. Камено за гр. Камено;
- Указ № 688/обн. 20.09.1966 г. – признава н.м. (край захарния завод „Свобода“) за с. Свобода;
- Указ № 1647/обн. ДВ бр.64/1981 г. – отделя с. Дебелт и землището му от община Камено и го присъединява към община Средец;
- указ № 359/обн. 22.10.1996 г. – възстановява старото име на с. Новоселци – с. Константиново.

## Транспорт
През североизточната част на общината, от северозапад на югоизток преминава участък от 7 km от трасето жп линия София – Карлово – Бургас.
През общината преминават частично или изцяло 9 пътя от Републиканската пътна мрежа на България с обща дължина 95,8 km:
- участък от 12 km от автомагистрала „Тракия“ (от km 334 до km 346);
- участък от 7,4 km от Републикански път II-79 (от km 76,3 до km 83,7);
- участък от 25,8 km от Републикански път III-539 (от km 9,2 до km 35,0);
- началният участък от 3,2 km от Републикански път III-5391 (от km 0 до km 3,2);
- началният участък от 16,5 km от Републикански път III-5392 (от km 0 до km 16,5);
- целият участък от 1,5 km от Републикански път III-5393;
- участък от 10,1 km от Републикански път III-6008 (от km 6 до km 16,1);
- участък от 12 km от Републикански път III-7907 (от km 3,2 до km 15,2);
- последният участък от 7,3 km от Републикански път III-7909 (от km 18,9 до km 26,2).

## Топографска карта
- Лист от карта K-35-55. Мащаб: 1 : 100 000.